# Gerhard O. Michler
Gerhard O. Michler (* 5. Mai 1938 in Braunschweig) ist ein deutscher Mathematiker, der sich mit Darstellungstheorie und Gruppentheorie beschäftigt.
Michler wurde 1965 an der Johann Wolfgang Goethe-Universität Frankfurt am Main bei Reinhold Baer promoviert (Radikale und Sockel). Er absolvierte ein Postdoktorat an der Cornell University in Ithaca, New York, USA. Während dieser Zeit wurde seine Tochter Ruth I. Michler geboren.  Er  habilitierte sich 1968 an der Eberhard Karls Universität Tübingen, wurde 1973 ordentlicher Professor in Gießen und war danach ab Ende der 1970er Jahre Professor an der Universität Duisburg-Essen. 2010 wurde er Adjunct Professor an der Cornell University.
Michler organisierte Tagungen zur Darstellungstheorie am Mathematischen Forschungsinstitut Oberwolfach mit Bertram Huppert und Jonathan L. Alperin.
Zu seinen Doktoranden zählen Christine Bessenrodt, Karin Erdmann und Jochen Ziegenbalg.

## Schriften
- mit Hans-Joachim Kowalsky Lineare Algebra, De Gruyter 2003 (bearbeitete Neuauflage von Kowalsky´s Linearer Algebra)
- Herausgeber mit Claus Ringel Representation theory of finite groups and finite dimensional algebras, Birkhäuser 1991
- Vom Hilbertschen Basissatz bis zur Klassifikation der endlichen einfachen Gruppen, in Gerd Fischer u. a. Ein Jahrhundert Mathematik 1890-1990; Vieweg 1990